# Vicente Zeballos
Vicente Antonio Zeballos Salinas (Tacna, 10 de mayo de 1963) es un abogado y político peruano. Fue Ministro de Justicia y Derechos Humanos desde el 21 de julio de 2018 hasta el 30 de septiembre de 2019, fecha en la que asumió como presidente del Consejo de Ministros del Perú hasta el 15 de julio de 2020 durante el gobierno de Martín Vizcarra. También ejerció como congresista de la República por Moquegua en 2 periodos.

## Primeros años
Nació el 10 de mayo de 1963 en Tacna, pero desde los 6 años vivió y creció en la ciudad de Moquegua. Realizó sus estudios escolares en el Colegio Simón Bolívar de Moquegua.
Ingresó a la Universidad Inca Garcilaso de la Vega, en la cual estudió Derecho y Ciencias Políticas y obtuvo el título de Abogado. Se especializó en derecho constitucional y ciencias políticas en el Centro de Estudios Constitucionales de Madrid y realizó estudios de Doctorado en Derecho Constitucional en la Universidad Complutense de Madrid. 
Se ha dedicó a la docencia universitaria en la Universidad Privada de Tacna.

## Carrera política

### Alcalde de Mariscal Nieto
En 2002 fue elegido alcalde de la Provincia de Mariscal Nieto, Moquegua, cargo en que se desempeñó desde enero de 2003 hasta diciembre de 2006.

### Congresista

#### Periodo 2011-2016
Fue elegido congresista de la República durante las elecciones generales del 2011 en representación de Moquegua por la Alianza Solidaridad Nacional, como miembro del partido Unión por el Perú. Como legislador, formó parte de las Comisiones de Educación, Juventud y Deporte; Constitución y Reglamento; Descentralización y Relaciones Exteriores. Asimismo, fue presidente de la Comisión de Fiscalización de 2013 a 2014 y de la Comisión Investigadora del Caso Rodolfo Orellana Rengifo.

#### Periodo 2016-2019
Se presentó a la reelección en las elecciones generales del 2016 y fue reelegido congresista por el partido oficialista Peruanos Por el Kambio.
El 21 de junio de 2017 fue designado vocero de su bancada por el período 2017-2018; sin embargo, el 27 de diciembre del mismo año renunció al oficialismo como protesta por el indulto humanitario concedido al expresidente Alberto Fujimori por el presidente Pedro Pablo Kuczynski.

## Ministro de Justicia y Derechos Humanos
El 21 de julio de 2018, tras la renuncia de Salvador Heresi y el crítico contexto de los CNM Audios, asumió como ministro de Justicia y Derechos Humanos ante el presidente Martín Vizcarra, conformando así parte de su primer gabinete ministerial presidido por César Villanueva.
Como titular del sector, Zeballos fue uno de los principales asesores del presidente Vizcarra en la decisión de convocar a un
referédum sobre la reforma constitucional en su mensaje a la nación del 28 de julio de 2018, sobre el cual señaló que como un tema de urgencia estaba apegado a la Constitución siendo esta una oportunidad para fortalecer los lazos democráticos entre la ciudadanía.
El 3 de enero de 2019, al aprobarse por el 86.563% de la ciudadanía mediante referéndum la creación de la nueva Junta Nacional de Justicia, Zeballos sustentó ante la Comisión de Justicia y Derechos Humanos del Parlamento que dicho proyecto proponía que dicha institución sea independiente, autónoma y moderna con el objetivo de que en el país exista una justicia eficaz, transparente y oportuna. Días después, el día 7, el ministro explicó el proceso a considerarse respecto a la selección de sus primeros miembros en la Comisión de Constitución y Reglamento del Congreso.
- Principios rectores, filtros de los miembros de la Comisión Especial a tomarse en cuenta: probidad, meritocracia, imparcialidad, igualdad y paridad, transparencia, publicidad, participación ciudadana y del debido procedimiento.
- Comisión especial conformada por el presidente del Poder Judicial, el fiscal de la Nación, el presidente del Tribunal Constitucional, el contralor general de la República, el defensor del Pueblo, un representante de las universidades públicas y un representante de las universidades privadas (centros de estudios que deben tener más de 50 años y licenciadas), grupo de trabajo que tendría tendrá a su cargo el proceso de concurso público de méritos para la elección de sus miembros.
- Selección, resultados por medio de concurso público de méritos a través de tres etapas: examen de conceptos, calificación curricular y evaluación personal.

El 11 de marzo de 2019, Zeballos fue ratificado en el Ministerio de Justicia y Derechos Humanos ante la llegada de Salvador del Solar al premierato.
El 14 de marzo de 2019, con 8 votos a favor, 24 en contra y una abstención, el Pleno del Congreso de la República aprobó admitir a trámite una moción de interpelación en su contra para informar sobre los términos del acuerdo de colaboración con la empresa brasileña Odebrecht, el cual fue suscrito con el Ministerio Público y la Procuraduría.
El 21 de marzo, el ministro acudió al pleno del Parlamento para responder las preguntas dispuestas por los legisladores, afirmando que sobre denuncias que habría presentado Odebrecht contra el Gobierno peruano, que según la bancada de Fuerza Popular serían por 850 millones de dólares, que él conocía de siete demandas que ascendían a 76 millones, pero que sin embargo no habían logrado pasar la etapa de arbitraje. Asimismo, Zeballos reiteró que el acuerdo de colaboración eficaz no impedía que otros proyectos de la constructora sigasen su proceso de investigación.
El 4 de junio, el jefe del Gabinete, Salvador del Solar, planteó una cuestión de confianza al Congreso de la República por seis proyectos de reforma política presentados con anterioridad, exigiendo mantener la esencia de cada uno. Zeballos acudió a la Comisión de Constitución del Parlamento presidida por Rosa Bartra en compañía del premier para su debate y revisión luego de serle otorgada por el Pleno la cuestión de confianza.
El 28 de julio de 2019, el ministro comunicó a la prensa que el proyecto de reforma constitucional para adelantar las elecciones generales al 2020 comunicado por el presidente Vizcarra en su mensaje a la nación en el hemiciclo del Congreso se presentaría al Parlamento tres días después.
El 4 de septiembre, Zeballos sustentó dicho proyecto junto al premier en la Comisión de Constitución del Congreso, recordando como antecedente los hechos ocurridos en 2000 cuando el entonces presidente Alberto Fujimori convocó a elecciones generales de 2005 para abril de 2001, producto de la reforma constitucional aprobada en octubre y noviembre de ese año por el Legislativo y que, al asumir su mandato interino, Valentín Paniagua ratificó.
El 15 de agosto, el Pleno del Congreso admitió una segunda moción de interpelación en su contra del ministro para que respondiese sobre la fuga del sicario William Moreno (sicario de la red criminal del exgobernador regional de Áncash, César Álvarez, e implicado en la muerte de Ezequiel Nolasco y de Hilda Saldarriaga). Con 63 votos a favor, ocho en contra y 21 abstenciones, Zeballos fue citado el 2 de septiembre a responder un pliego de 12 preguntas respecto al caso.
El 2 de septiembre, Zeballos acudió al hemiciclo del Parlamento para sustentar los cuestionamientos del pliego interpelatorio. El debate duró más de cuatro horas y finalmente fue suspendido por el presidente del Congreso, Pedro Olaechea, sin llegar a presentarse moción de censura. En esta oportunidad, el ministro rechazó haber mentido a la Comisión de Justicia sobre la fuga del delincuente añadiendo la existencia de responsabilidades tanto del Instituto Nacional Penitenciario como del Poder Judicial del Perú.
El 23 de septiembre, a pocos días de la elección de los magistrados del Tribunal Constitucional, la cual estaba prevista a llevarse a cabo el día 30 de dicho mes, Zeballos indicó que esta debía ser suspendida tras la difusión de un audio en el que parlamentarios de Fuerza Popular y el APRA conversaban sobre el tema. Según el ministro, estos diálogos quitaban transparencia a dicho proceso. El día 27, al ser rechazada la propuesta de adelanto de elecciones, el presidente Vizcarra decidió plantear cuestión de confianza en cuanto al proceso de elección a los miembros del ente constitucional.

## Presidente del Consejo de Ministros
El 30 de septiembre de 2019, tras la fáctica denegación de confianza por parte del Congreso al primer ministro Salvador del Solar, Zeballos juró como nuevo presidente del Consejo de Ministros; siendo el decreto de disolución del Parlamento el primero firmado entre el presidente Martín Vizcarra y él como primer ministro. La ceremonia se realizó en privado junto al renunciante premier y los demás titulares de las distintas carteras.
El 30 de octubre, Zeballos presentó ante la prensa, junto al presidente Vizcarra, en Palacio de Gobierno las principales políticas que impulsarían su gestión en los siguientes meses de gobierno: acceso universal a los servicios  de la salud, incremento de la Remuneración Mínima Vital, lucha contra la violencia hacia la mujer, seguridad ciudadana y educación y construcción de dos grandes aeropuertos. Previo a ello, el Gobierno había declarado que no presentaría dichas medidas ante la Comisión Permanente del Legislativo pues a criterio constitucional esta contaba  con funciones limitadas.
Sin serles presentada alguna moción de interpelación o censura, siete de sus ministros se vieron obligados a renunciar durante el interregno parlamentario: Jorge Meléndez (Desarrollo e Inclusión Social), vinculado en su momento a una red de tráfico ilegal en Loreto; Zulema Tomás (Salud), acusada de nepotismo durante su gestión; Francesco Petrozzi (Cultura), acusado del despido arbitrario del gerente del INRT, Hugo Coya; Edmer Trujillo (Transportes y Comunicaciones), acusado por irregularidades durante su gestión como gerente del Gobierno Regional de Moquegua; y Juan Carlos Liu (Energía y Minas) y Ana Teresa Revilla (Justicia y Derechos Humanos), ambos acusados de propiciar vínculos entre el estado y la empresa Odebrecht.
El 21 de octubre, Zeballos se mostró en contra de las posibles candidaturas de congresistas disueltos el 30 de septiembre para las elecciones al Congreso de 2020 considerando el referéndum de 2018 donde precisamente se modificó la reelección inmediata de parlamentarios; sin embargo, pese a ello un mes más tarde el organismo electoral determinó que en base al artículo 90 de la Constitución, estos sí podían hacerlo.
El 6 de marzo de 2020, tras el anuncio del presidente Martín Vizcarra en el cual confirmaba el primer caso de infección por COVID-19 en Perú, el primer ministro señaló en un inicio que los protocolos de prevención y tratamiento estaban activos juntamente con la articulación y coordinación de todos los sectores sanitarios, tales como EsSalud, hospitales de la policía, hospitales militares y entidades privadas. Sin embargo, pese a la cuarentena total establecida por el Gobierno, la gestión de Zeballos había dejado hasta la fecha de su dimisión más de 330 000 contagiados, más de 12 000 fallecidos, provocado una enorme crisis económica y aumentado las tasas de desempleo, además de estar marcada por duros cuestionamientos respecto al escaso trabajo de sus ministros.
El día 19 de mayo, el presidente del Congreso, Manuel Merino, invitó a formalmente al premier a una sesión presencial del Pleno del Congreso en cumplimiento con los artículos 130 y 135 de la Constitución Política del Perú además del artículo 82 del Reglamento del Parlamento. Pese a ello, Zeballos declaró que no correspondía citarlo en función del artículo 130, pues su gabinete preexistía al nuevo Congreso. Según el Poder Ejecutivo, Zeballos solo debía ser convocado en aplicación del art. 135 y criticó que se haga en una sesión presencial en medio del aislamiento por la pandemia por COVID-19 en Perú. Horas más tarde, Merino señaló que el gabinete no contaba con la confianza del Parlamento disuelto ni del actual instalado en marzo de dicho año; Asimismo, el presidente de la Comisión de Constitución del Congreso, Omar Chehade, advirtió que de no solicitar el voto de confianza, Zeballos cometería desacato y sería posible de una censura y una acusación constitucional.
El 28 de mayo, Zeballos acudió a Palacio Legislativo para solicitar junto a su gabinete el voto de confianza ministerial. Con 89 votos a favor, 35 en contra y 4 abstenciones, dicha solicitud fue aprobada tras duros cuestionamientos hacia las acciones adoptadas por el Gobierno ante el contexto del estado de emergencia.
El 1 de julio, la bancada de Unión por el Perú presentó una moción de interpelación contra Zeballos  y el ministro de Justicia, Fernando Castañeda, señalando que se requerían de respuestas urgentes a los problemas de salud pública, reactivación económica y corrupción. Como respuesta, el primer ministro sostuvo que aunque respetaba la autonomía del Congreso y tanto él como sus ministros continuarían atendiendo las citaciones que realizacen las distintas comisiones, él consideraba que estas mociones (seis en total, junto a las presentadas anteriormente contra los titulares de Economía, Salud, Educación y Desarrollo e Inclusión Social) no sumaban esfuerzos a la lucha contra la pandemia por coronavirus; sino por el contrario, buscaban entorpecer el trabajo del Ejecutivo o recabar protagonismo.
El 15 de julio de 2020 anunció su salida de la Presidencia del Consejo de Ministros siendo reemplazado esa misma mañana por Pedro Cateriano.

## Representante ante la OEA
En 2020 fue designado Representante permanente del Perú ante la Organización de Estados Americanos.
El nombramiento fue cuestionado en un pronunciamiento público por figuras prominentes de la oposición al gobierno de Martin Vizcarra. Entre los firmantes de este pronunciamiento estuvieron los exministros Luis Solari, Jorge del Castillo, Ántero Flores-Aráoz, Ismael Benavides, Hernán Garrido-Lecca, Luis Gonzales Posada, Rafael Rey, Aurelio Pastor; los expresidentes del Tribunal Constitucional, Víctor García Toma, Oscar Urviola; los exparlamentarios Lourdes Flores Nano, Luis Galarreta, Rolando Sousa, Lourdes Alcorta, Fabiola Morales Castillo, Martín Belaúnde Moreyra, Raúl Castro Stagnaro, Lourdes Mendoza del Solar, Rafael Yamashiro y los embajadores Eduardo Ponce Vivanco, Alfonso Rivero Monsalve, José Luis Pérez Sánchez-Cerro; entre otros. Los firmantes consideraron el nombramiento de Zeballos como "inconveniente" por los resultados de su gestión frente a la pandemia de COVID-19 y su participación en la disolución del Congreso, la cual calificaron como "inconstitucional".
En el Congreso, se anunció una interpelación al ministro de Relaciones Exteriores, Mario López Chávarri, por el nombramiento de Zeballos.